# چمپیون (نیویورک)
چمپیون، نیویورک (به انگلیسی: Champion) یک شهرک در نیویورک است که در شهرستان جفرسون، نیویورک واقع شده‌است.

## خصوصیات
چمپیون ۱۱۶٫۷ کیلومترمربع مساحت و ۴٬۴۹۴ نفر جمعیت دارد و ۲۹۵ متر بالاتر از سطح دریا واقع شده‌است.